# دوري أبطال أوروبا للسيدات 2011–12
دوري أبطال أوروبا للسيدات 2011–12 هي النسخة الحادية عشر من كأس الاتحاد الأوروبي للسيدات المنظمة من طرف اليويفا، والنسخة الثالثة منذ أن تمت تسميته بدوري أبطال أوروبا للسيدات.
أقيم النهائي على الملعب الأولمبي في ميونخ في ألمانيا يوم 17 مايوم 2012.

## مرحلة خروج المغلوب

### نصف النهائي
| الفريق الأول | إجم. | الفريق الثاني      | مباراة الذهاب | مباراة الإياب |
| ------------ | ---- | ------------------ | ------------- | ------------- |
| ليون         | 5–1  | توربين بوتسدام     | 5–1           | 0–0           |
| آرسنال       | 1–4  | إف إف سي فرانكفورت | 1–2           | 0–2           |

#### مبارتا الذهاب
| آرسنال      | 1–2   | إف إف سي فرانكفورت                |
| ----------- | ----- | --------------------------------- |
| - غرانت 69' | تقرير | - آنا-ماريا 64' - قارفريكيس 3+90' |

| ليون                                                  | 5–1   | توربين بوتسدام |
| ----------------------------------------------------- | ----- | -------------- |
| - هنري 6' - أبيلي 20'، 61' - شيلين 21' - ديكينمان 55' | تقرير | - شميدت 89'    |

#### مبارتا الإياب
| إف إف سي فرانكفورت             | 2–0   | آرسنال |
| ------------------------------ | ----- | ------ |
| - ماروزسان 60' - لاندستروم 85' | تقرير |        |

| توربين بوتسدام | 0–0   | ليون |
| -------------- | ----- | ---- |
|                | تقرير |      |

### النهائي
| ليون                             | 2–0   | إف إف سي فرانكفورت |
| -------------------------------- | ----- | ------------------ |
| - لي سومر 15' (ر.ج.) - أبيلي 28' | تقرير |                    |